# Tarmaops koepckei
 (novembre 2021).
Genre
Espèce
Tarmaops koepckei, unique représentant du genre Tarmaops, est une espèce d'opilions laniatores à l'appartenance familiale incertaine.

## Distribution
Cette espèce est endémique de la région de Junín au Pérou. Elle se rencontre vers Campañillaya.

## Description
Le mâle holotype mesure 2,2 mm.

## Étymologie
Cette espèce est nommée en l'honneur de Hans-Wilhelm Koepcke.

## Publication originale
- Roewer, 1956 : « Arachnida Arthrogastra aus Peru, II. » Senckenbergiana biologica, vol. 37, p. 429–445.